# Барски трозубац
Барски трозубац (лат. Triglochin palustris) је врста која припада фамилији Juncaginaceae. Род Triglochin je космополитског распрострањења и обухвата 26 врста, а само две су забележене на територији Србије (Т. palustris и T. maritima)
Барски трозубац је вишегодишња биљка са кратким ризомом. Стабљика је усправна и висока до 30 cm. Листови су усправни, линеарни, у доњем делу олучасти са рукавцем, док у горњем цилиндрични. Листови су сакупљени у приземну розету. Цветови груписани у класолику, растреситу цваст. Цветови су ситни, око 3 mm дугачки са широко јајастим, зеченкастим листићима цветног омотача. Цвета од јула до септембра, а код врсте је присутна протерогинија. Опрашује се ветром (анемофилија). Плодови су линеарни, дугачки око 8 mm, на врху су зашиљени, а при сазревању се распадају на три плодића. Расејава се епизоохорно.
Ареал врсте обухвата умерене и хладне зоне Евроазије, Северне и Јужне Америке (Аргентина и Чиле). У Србији врста је забележена на неколико локалитета и то у Војводини (близу Хоргoша, Палића и Лудошког језера), док је у ужој Србији заблежена на територији Таре, Копаоника и Пештера. На простору Косова и Метохије забележена је субпопулација процењена на око 50 зрелих инивидуа на Шар планини. Станиште ове врсте обухвата поплавне ливаде, мочваре, језера, баре и влажне пашњаке.
Врста је Правилником о проглашењу и заштити строго заштићених и заштићених дивљих врста биљака, животиња и гљива, проглашена као строго заштићена врста на територији Републике Србије. Субпопулације врсте су са великог броја локалитета ишчезле. Као негативни фактори наводе се исушивање влажних ливада, нитрификација станишта, испаша, ако и сукцесија жбунасте вегатације и тршћака.